# تام لوبنسکی
 تام لوبنسکی (انگلیسی: Tom Lubensky) یک فیزیک‌دان اهل ایالات متحده آمریکا است.